# Edward C. Turner

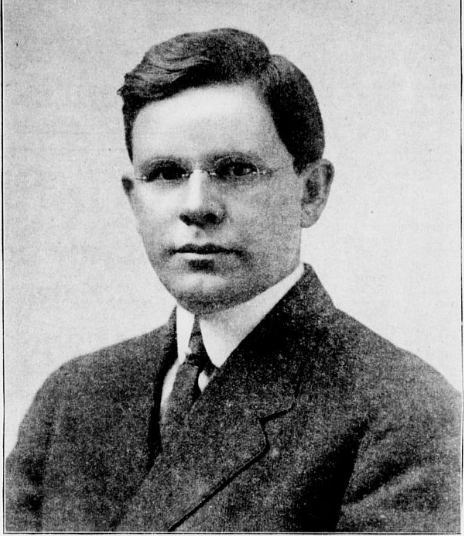
Edward C. Turner

Edward Crawford Turner (* 26. März 1872 in Columbus, Ohio; † 13. September 1950 ebenda) war ein US-amerikanischer Jurist und Politiker der Republikanischen Partei. Er war von 1915 bis 1917 und von 1927 bis 1929 Attorney General von Ohio. Ferner war er ein Freimaurer.

## Werdegang
Edward Crawford Turner, Sohn von Jane Crawford und Robert M. Turner, wurde 1872 in Columbus geboren. Über seine Jugendjahre ist nichts überliefert. Er studierte Jura am Ohio State University College of Law, wo er 1901 seinen Abschluss machte. Seine Zulassung als Anwalt erhielt er im selben Jahr und begann dann in Columbus zu praktizieren. 1903 machte er seinen Master of Laws am Ohio State University College of Law. Turner wurde 1910 zum Staatsanwalt (Prosecuting Attorney) im Franklin County gewählt. Mehrere Mitglieder der Ohio General Assembly wurden 1911 beschuldigt Bestechungsgelder angenommen zu haben. Daraufhin stellten Turner und der Attorney General Timothy Sylvester Hogan Ermittlungen an. Fünf Abgeordnete wurden angeklagt und vier von ihnen gingen ins Gefängnis. Turner wurde 1912 zum Staatsanwalt wiedergewählt. Während seiner zweiten Amtsperiode wurden mehrere Amtsträger strafrechtlich verfolgt, die Zuwendungen aus öffentlichen Beschäftigungsverhältnissen bekamen, was eine Gesetzesüberschreitung darstellte.
Turner wurde 1914 zum Attorney General von Ohio gewählt, verlor aber 1916 seine Wiederwahl. Danach nahm er wieder seine Tätigkeit als Anwalt auf. 1926 gewann er die Wahl für das Amt des Attorney General von Ohio. Er kandidierte dann 1928 für die republikanische Nominierung für das Amt des Gouverneurs von Ohio, verlor aber die Vorwahlen an den späteren Gouverneur Myers Y. Cooper.
Der Gouverneur John W. Bricker ernannte Turner im Mai 1939 zum Richter am Court of Common Pleas vom Franklin County, um die Vakanz zu füllen, die durch den Tod eines Richters entstand. Turner verlor aber 1940 die republikanischen Vorwahlen. Gouverneur Bricker nominierte ihn am 1. Oktober 1940 für die Restamtszeit von Richter George S. Myers am Supreme Court of Ohio. Turner gewann am 4. November 1940 die Wahl und diente die verbleibenden zwei Jahre der Amtszeit von Myers. Danach wurde er 1942 und 1948 jeweils für eine sechsjährige Amtsperiode wiedergewählt. Turner bekleidete den Richterposten bis zu seinem Tod am 13. September 1950 in Columbus, der eine Folge eines Schlaganfalls war. Er wurde dort auf dem Green Lawn Cemetery beigesetzt.
Turner heiratete am 11. Dezember 1902 Nan A. Jahn. Das Paar hatte einen Sohn.